# تهاجم امویان به گل

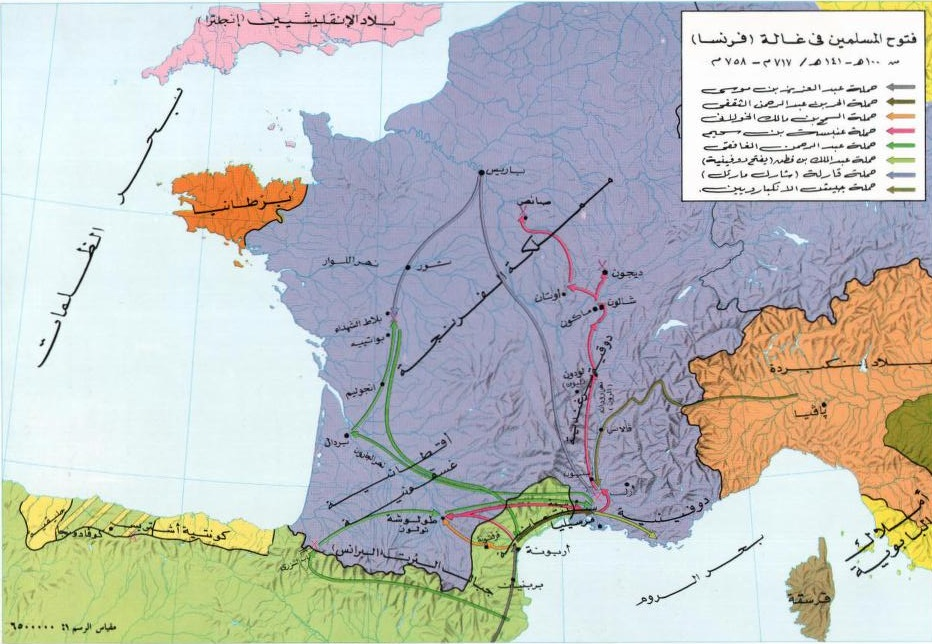
نقشه حرکت و فتوحات مسلمانان در گل

تهاجم امویان به گل در پی فتح اندلس به دست مسلمانان توسط سردار مسلمان، طارق بن زیاد در ۷۱۱ رخ داد. طی قرن هشتم ارتشهای مسلمان منطقه سپتیمانی؛ آخرین بازمانده پادشاهی ویزیگوت را فتح کردند و تا در نبرد سرنوشت ساز تور در ۷۳۲ و فتح مجدد سپتیمانی توسط فرانکها گاه‌وبیگاه جنوب گل تا پواتیه، اوینیون، لیون، اتون را مورد حمله قرار دادند.
پیشروی امویان در نبرد تولوز در ۷۲۱ متوقف شد، ولی آنان به طور پراکنده به جنوب گل تا جاهایی چون اوینیون، لیون، و اوتن یورش بردند. پس از نبرد ۷۳۲ نبرد تور، فرانک‌ها حاکمیت اکیتانی را تثبیت و حاکمیت خود بر بورگوندی را تثبیت کردند ولی تا ۷۵۹ طول کشید تا بتوانند منطقه مدیترانه‌ای سپتیمانیا را به خاطر بی‌توجهی اندلس و نارضایتی گوتیک‌های بومی تسخیر کنند.